# بنو صاحب أتا
'بنو صاحب أتا وهم أحد أمراء الأناضول تمركزوا في أفيون قره حصار. أسس هذه الإمارة أحد قادة سلاجقة الروم ويدعى فخر الدين علي أو صاحب أتا. بدات هذه الإمارة في سنة 1275، لكنهم في سنة 1341 تم ضمهم إلى إمارة كرمايان

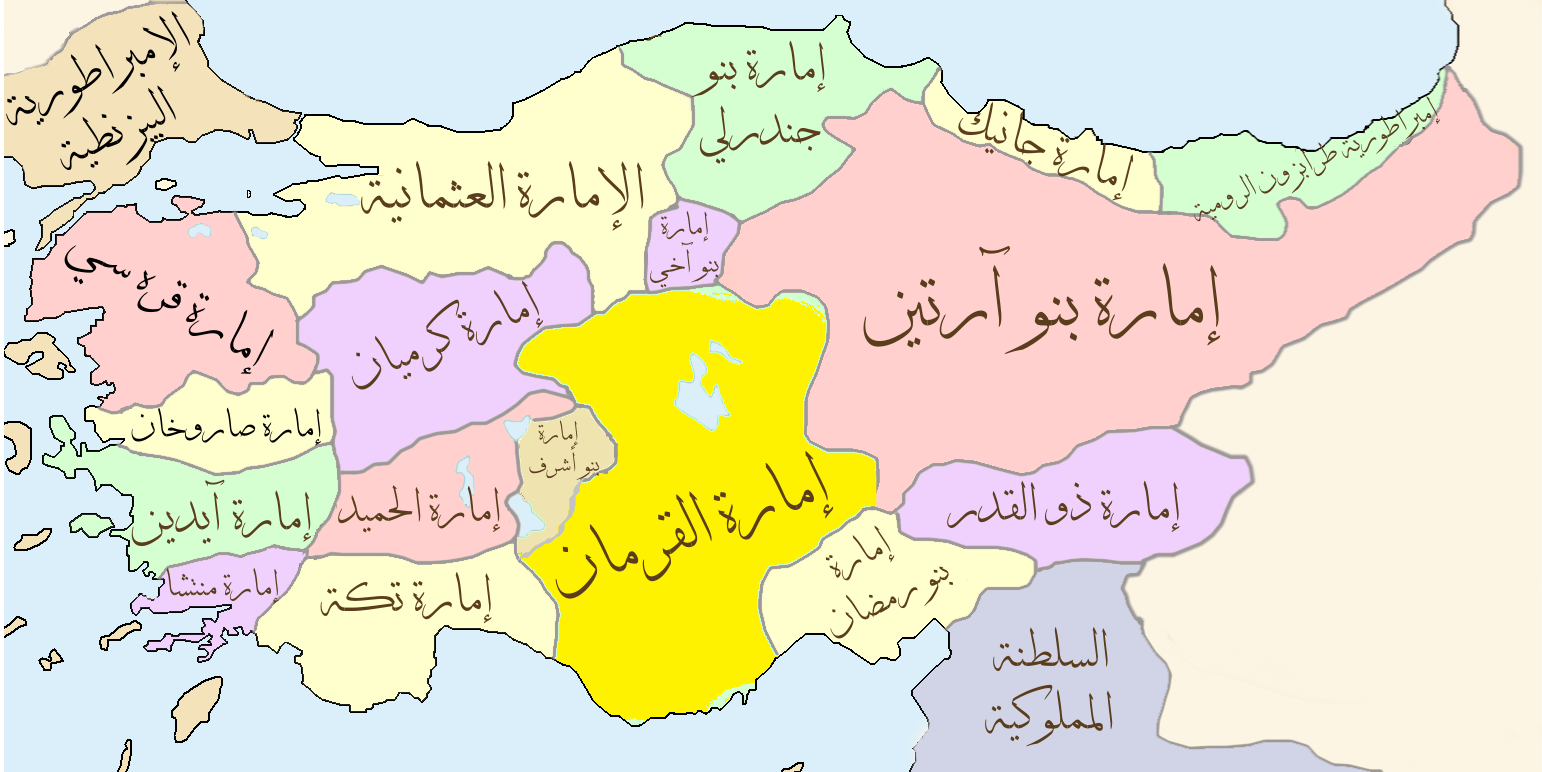
خريطة إمارات الأناضول حوالي عام 1300م.

## قائمة الحكام
| 1250-avant 1289 | فخر الدين علي               | فخر الدين علي               | فخر الدين علي               | فخر الدين علي               |
| après 1265-1277 | نصر الدين حسن بن فخر الدين  | نصر الدين حسن بن فخر الدين  | نصر الدين حسن بن فخر الدين  | نصر الدين حسن بن فخر الدين  |
| après 1265-1277 | تاج الدين حسين بن فخر الدين |                             |                             |                             |
| 1285-1287       | شمس الدين أحمد بن نصر الدين | شمس الدين أحمد بن نصر الدين | شمس الدين أحمد بن نصر الدين | شمس الدين أحمد بن نصر الدين |
| 1287-avant 1343 | نصر الدين أحمد بن شمس الدين | نصر الدين أحمد بن شمس الدين | نصر الدين أحمد بن شمس الدين | نصر الدين أحمد بن شمس الدين |